# La cabina
La cabina (1972) és una pel·lícula espanyola dirigida per Antonio Mercero, inspirada en un conte de Juan José Plans i protagonitzada per José Luis López Vázquez. Es va emetre per primera vegada a Televisió Espanyola el 13 de desembre de 1972, i va aconseguir un Premi Emmy Internacional al millor telefilm i un Fotogramas de Plata al millor intèrpret de televisió per José Luis López Vázquez en 1973.

## Argument
(Atenció: aquesta sinopsi conté spoilers: desvetlla el desenllaç inesperat del film.) De bon matí, uns operaris instal·len una cabina telefònica en una ciutat. Més tard, un home normal i corrent hi entra i s'hi queda tancat. Alguns passavolants se'n riuen i altres l'intenten ajudar però no aconsegueixen alliberar-lo. Arriba un camió de la companyia telefònica i s'emporta la cabina amb el seu ocupant i tot, cap a alguna destinació desconeguda.
El camió acaba el seu recorregut en una enorme nau industrial, descarreguen la cabina i la porten cap a l'interior de la nau. L'home descobreix horroritzat que la nau està plena de cabines telefòniques amb persones tancades dins, algunes ja mortes, algunes ja convertides en esquelets.
Al final, es tornen a veure els mateixos misteriosos operaris instal·lant una altra cabina en una altra ciutat.

## Repertori
- José Luis López Vázquez és el protagonista. Interpreta l'home que es queda tancat a la cabina.
- Agustín González interpreta un altre home que també s'ha quedat tancat en una altra cabina del mateix model.

## Producció
En un principi, Antonio Mercero, Horacio Valcárcel i José Luis Garci es van proposar treballar junts en un projecte que s'anomenaria 13 pasos por lo insólito, malgrat que el projecte mai no es va arribar a realitzar. Tot i això, Mercero va persuadir als directius de RTVE per a què es realitzés el mediometratge posant com a motiu l'èxit de la seva sèrie Crónicas de un pueblo. Aleshores els directius van decidir acceptar-ho com a premi a l'èxit de la sèrie sobre la base de què "La sèrie anterior no era més que propaganda del Franquisme".
Un cop es va aprovar el projecte, van voler escollir al protagonista (i gairebé únic personatge) de la història. L'abril del 1972, van anar de viatge a Nova York i a tots dos se'ls va ocórrer que José Luis López Vázquez havia d'encarnar el personatge. Garci el volia perquè el recordava als italians Marcello Mastroianni i Vittorio Gassman per saber mostrar moments còmics i tràgics a la vegada, mentre que Mercero buscava un mim que fos capaç de fer els gestos per representar les situacions del personatge.
José Luis López Vázquez va rebre el guió durant el rodatge de la pel·lícula de Pedro Lazaga El vikingo. Quan el va llegir es va enamorar de la història i li va dir al seu representant José María Gavilán que posposés els seus compromisos per poder rodar la pel·lícula.
El rodatge va començar el 17 de juliol de 1972 i es va prolongar durant el mes d'agost a la plaça d'Arapiles (on comença la pel·lícula), els Scalextric d'Atocha, els passos subterranis, algunes avingudes de Madrid de construcció recent, la perifèria madrilenya, els voltants de la ciutat, algunes avingudes de Portugal, les instal·lacions de la Presa d'Aldeadàvila i la Terminal de càrrega de l'Aeroport de Barajas. Durant el rodatge, José Luis López Vázquez va passar por dins de la cabina, tot i això, el seu interès per l'obra va fer que es mostrés disciplinat i aportés idees durant el rodatge.
Que la cabina telefònica fos pintada de color vermell era per crear angoixa. Es va canviar la part de vidre per plàstic ja que aquest era més difícil de trencar i s'obria si es rodava de frontal per a que entrés l'aire, ja que feia molta calor.
La banda sonora era molt important en la pel·lícula perquè en moltes parts de l'obra els personatges no parlen. Per a l'escena final es va decidir utilitzar el Trionfo di Afrodite de Carl Orff. Aquí es va denunciar a Mercero, ja que no va demanar permisos per poder-la utilitzar.

## Emissions del migmetratge
La cabina es va emetre per primera vegada en La 1 el 13 de desembre de 1972, més tard ho faria el mateix canal el 24 de novembre de 1973 i el 20 de desembre de 1992. També es va emetre per La 2 el 27 d'abril de 1993, el 28 d'octubre de 1996 i el 27 de novembre de 1998. La mort de López Vázquez es va publicar a la web oficial de RTVE.

## Crítica
Antonio Mercero va afirmar que aquesta pel·lícula es va rodar com un film de terror i ciència-ficció, i que està lluny de qualsevol plantejament polític.
La crítica va valorar molt positivament la pel·lícula destacant, sobretot, la interpretació magistral de José Luis López Vázquez. De tota manera, quan es va emetre el 13 de desembre de 1972 per televisió, va ser incompresa i va fer por a públic espanyol, que no tencarien més la porta de la cabina per por a quedar-se tencats.
El migmetratge es va emetre a tot el món, cosa que sorprèn ja que cap altra obra televisiva espanyola no ho ha aconseguit. A més, es va convertir en el programa més premiat de la televisió espanyola.
Entre els seus nombrosos premis destaquen el Quijote de Oro de la crítica espanyola al Millor Director per a Mercero, el Premi Nacional de Televisió de 1973; el premi Ondas de 1973 per a Mercero, el premi Emmy de 1973 al millor telefilm; el millor programa dramàtic del Canal 47 de Nova York el 1973, el premi de la Crítica Internacional del Festival de Montecarlo 1973; Premi Marconi del MIFED de Milà 1973; i el Fotogrames de Plata de 1972, al millor actor de televisió de José Luis López Vázquez.

## Interpretacions deltelefilm
Els crítics de l'època van interpretar l'obra de maneres molt diverses, des que era un plantejament polític amb una crítica a la Dictadura franquista fins a una pel·lícula religiosa que simbolitzava l'helicòpter a l'Esperit Sant. Ara bé, Antonio Mercero va afirmar que tant ell com José Luis Garci van voler-se encaminar més al terreny del cinema de terror o de ciència de ficció que a aquest tipus de plantejament, que tampoc el va rebutjar, ja que Mercero va definir l'obra com "una paràbola oberta a tot tipus d'interpretacions, i segons la sensibilitat, cultura i formació de cadascú, s'interpretarà de diferent forma».
Entre les crítiques que observen a la societat espanyola d'aleshores estan l'ús de la força com a mitjà per solucionar els problemes, la incompetència dels serveis públics o el ridícul de l'autoritat. Amb els anys s'ha donat la valoració de pel·lícula de terror psicològic. El psicòleg José Antonio García Higuera va interpretar la cabina telefònica com una cova de la que podem sortir però no volem per por a l'exterior.

## Curiositats
Anys més tard (1998) José Luis López Vázquez, va protagonitzar un anunci de l'operadora telefònica Retevisión, on la porta de la cabina finalment s'obria i sortia a l'exterior. Amb aquest anunci Retevisión pretenia simbolitzar el final del monopoli de Telefónica i la liberalització del mercat de la telefonia a Espanya.